# Amorupi fulvoterminata
Amorupi fulvoterminata là một loài bọ cánh cứng trong họ Cerambycidae.